# Valzurio
Valzurio è una frazione del comune italiano di Oltressenda Alta, nella provincia di Bergamo, in Lombardia.

## Storia
Nel 14 luglio 1944 la località sospettata dalle truppe nazi-fasciste di nascondere partigiani locali venne data alle fiamme e venne preso come ostaggio il parroco della frazione Zaccaria Tomasoni, scambiato per don Bonanomi, parroco di Villa d'Ogna che era accusato di appoggiare i partigiani.